# Gonzalo Rodríguez Girón
Gonzalo Rodríguez Girón (c. 1160-1231), también conocido como Gonzalo Ruiz Girón, hijo primogénito de Rodrigo Gutiérrez Girón y de María de Guzmán, fue uno de los magnates más ricos y poderosos de la Edad Media en Tierra de Campos, así como uno de los más leales colaboradores del rey Alfonso VIII, de la reina Berenguela y después del rey Fernando III de Castilla.

## Servicios a la corona

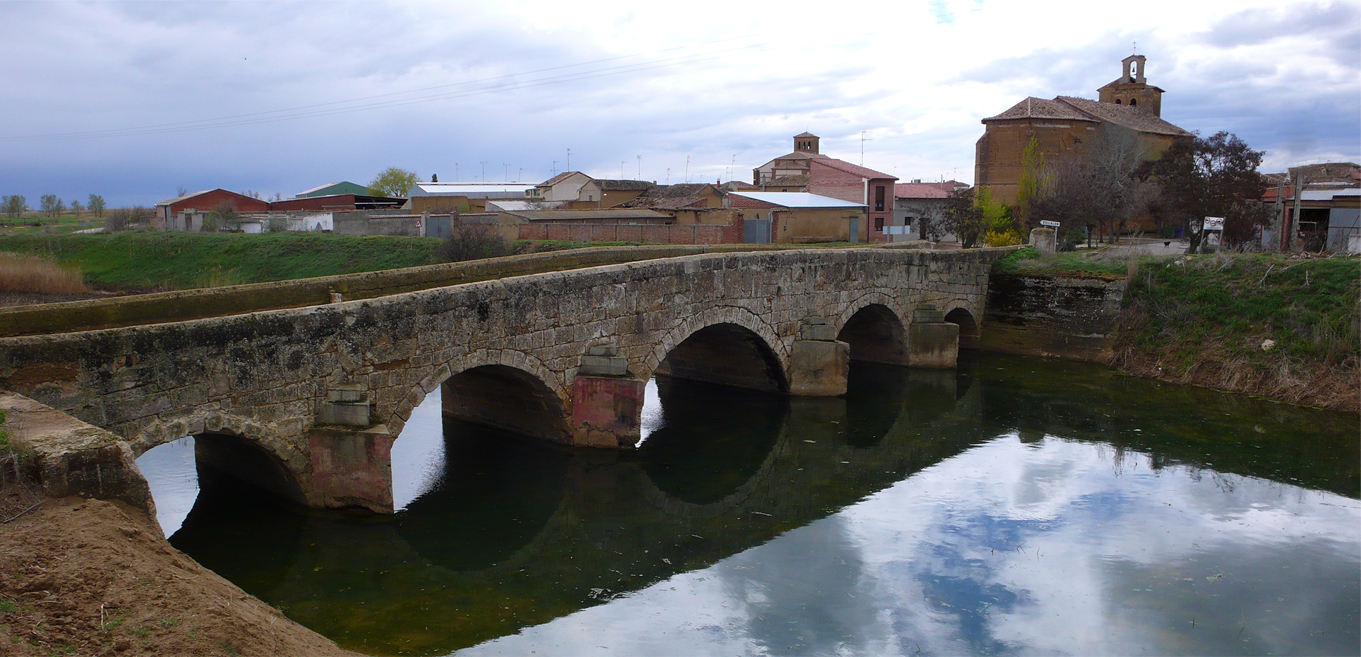
Puente sobre el río Sequillo en Boadilla de Rioseco donde Gonzalo Rodríguez Girón tenía propiedades

Miembro de la curia regia de los reyes Alfonso VIII y Fernando III,  fue  mayordomo desde 1198 hasta 1216 y de 1217 a 1231. Junto con sus hermanos Rodrigo, Pedro, Nuño, y Álvaro, participó en la Batalla de las Navas de Tolosa que se libró el 16 de julio de 1212.
Después de la muerte del rey Alfonso VIII, fue mayordomo del futuro Enrique I de Castilla hasta que fue sustituido el 29 de diciembre de 1216 por Martín Muñoz de Hinojosa a instancias del conde Álvaro Núñez de Lara quien en 1215 se había hecho con la tutela del rey-niño en contra del parecer de la iglesia y de un segmento de la nobleza, lo cual provocó el alejamiento del bando liderado por Gonzalo quien se unió al partido nobiliario alrededor de la reina Berenguela. 
En febrero de 1216, se celebró en Valladolid una curia extraordinaria a la que asistieron magnates castellanos como Lope Díaz de Haro, Gonzalo Rodríguez Girón, Álvar Díaz de Cameros, Alfonso Téllez de Meneses y otros, que acordaron, con el apoyo de la reina Berenguela, hacer frente común ante Álvaro Núñez de Lara. A finales de mayo de ese mismo año, Berenguela decidió refugiarse en el castillo de Autillo (Palencia) cuya tenencia ostentaba Gonzalo Rodríguez Girón, enviándo a su hijo, el infante Fernando a la corte de León con su padre, Alfonso IX. 
El 15 de agosto de 1216 se reunieron todos los magnates del reino de Castilla para intentar llegar a un acuerdo para evitar una guerra civil, sin embargo, las desavenencias llevaron a los Girón, los Téllez de Meneses y los Haro a alejarse definitivamente del conde Álvaro Núñez de Lara.
Según la Crónica latina de los reyes de Castilla, el año 1217 fue de gran tensión, quanta nunquam fui tantea in Castella. El conde de Lara se enfrentó a la reina Berenguela y sus seguidores, liderados por el conde Lope Díaz de Haro y Gonzalo Rodríguez Girón. La reina se refugió en el castillo de Autillo de Campos que controlaba Gonzalo. Álvaro Núñez de Lara se negaba a renunciar el poder alcanzado hostigando al bando adepto a Berenguela y devastando el valle de Trigueros y sitiando Autillo de Campos, donde se encontraba Berenguela y sus partidarios, así como Cisneros y Frechilla.
Las circunstancias cambiaron repentinamente cuando Enrique falleció el 6 de junio de 1217 después de recibir una herida en la cabeza de una teja que se desprendió accidentalmente cuando se encontraba jugando con otros niños en Palencia. El conde de Lara, su ayo, intentó ocultar los hechos, llevándose el cadáver del rey al castillo de Tariego, aunque no se pudo evitar que la noticia llegase a la reina Berenguela.
Inmediatamente, Berenguela encargó a Lope Díaz de Haro, Gonzalo Rodríguez Girón, y a Alfonso Téllez para que trajeran a su hijo Fernando que en esos momentos se encontraba en Toro con su padre el rey Alfonso, utilizando como pretexto un hipotético ataque a Autillo, sin desvelar la muerte de su hermano Enrique. A pesar de las reticencias de las infantas Sancha y Dulce, los magnates lograron convencer al monarca que Enrique se encontraba sano y vivo, partiendo entonces desde Toro con el infante Fernando. Berenguela, la legítima heredera, renunció el trono de Castilla en su hijo Fernando quien poco después fue proclamado rey en Autillo de Campos el 2 de julio de 1217.

## Tenencias, patrimonio y poder

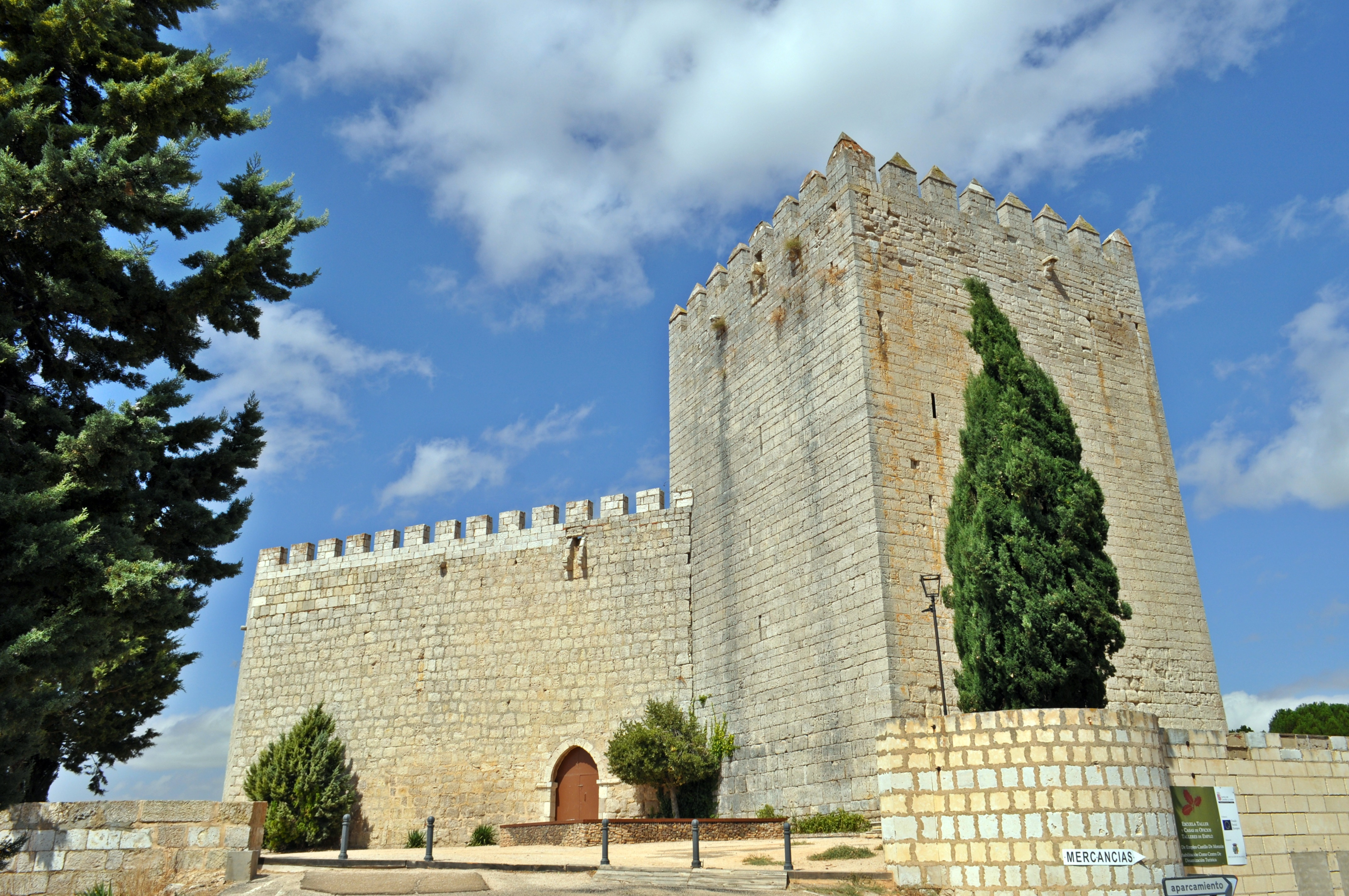
Castillo de Monzón de Campos, del que fuera tenente Gonzalo

La posición de Gonzalo Rodríguez Girón se consolidó una vez que el reino quedó pacificado y había desaparecido el peligro que representaba el conde de Lara y sus hermanos. Fue mayordomo mayor del rey Fernando III de Castilla y destacado miembro de la curia regia. Tuvo varias tenencias en diferentes periodos, entre ellas Monzón, Liébana, La Pernía, Gatón de Campos, Herrín de Campos, Peñas Negras, Cervera, Guardo, la mitad de la importante tenencia de Carrión—compartida con su hermano Rodrigo Rodríguez Girón—y en 1194 sucedió a su padre en la tenencia del castillo de Torremormojón. También aparece como señor del lejano castillo de Entrepeñas (en las cercanías del Monasterio de San Román de Entrepeñas, en Santibáñez de la Peña) y fue propietario de varios lugares en el término de Boadilla de Rioseco, Carrión, Cardeñosa de Volpejera, Revenga de Campos, y Villasabariego de Ucieza así como en Cordovilla. En 7 de septiembre de 1221, el rey Fernando el Santo recompensó a Gonzalo su fidelidad y servicios prestados con el señorío de Autillo de Campos «para vos e para vuestros fijos et para vuestros nietos, e para los que vengan después de vos del vuestro linaje para siempre jamás», merced confirmada posteriormente a sus descendientes por otros monarcas.

## Benefactor
En 1209, junto a su primera mujer, fundó el Hospital de la Herrada, entregando al obispado de Palencia la administración del hospital que poseían en Carrión en el barrio de San Illodo y San Antonino, hospital en el Camino de Santiago Francés, junto a la villa de Carrión, para dar limosna y hospedar a los peregrinos y curarlos de sus enfermedades.
Gonzalo falleció alrededor de 1231 y recibió sepultura en el Hospital de la Herrada que había fundado.

## Matrimonios y descendencia
Contrajo un primer matrimonio alrededor de 1190 con Sancha Rodríguez (fallecida entre 1209, fecha de su última aparición en la documentación, y 1212, meses antes del segundo matrimonio de Gonzalo). Algunos autores opinan que fue hija de Rodrigo Rodríguez de Lara (ca. 1130-1190), llamado conde de Lara, aunque este personaje jamás ha sido documentado, y de una Elvira García de Azagra. El medievalista Jaime de Salazar y Acha sostiene que Sancha fue hija del alférez real Rodrigo Fernández de Toroño y de Aldonza Pérez de Carrión, hija de Pedro Muñoz de Carrión, tenente en Aranga y descendiente de los Banu Gómez y del magnate gallego Pedro Froilaz.
Un documento esclarecedor, citado por varios autores, menciona a todos los hijos habidos de sus dos matrimonios, salvo a Gonzalo. El 8 de mayo de 1222 en la documentación de la Catedral de Palencia, Gonzalo, mayordomo del rey, en compañía de sus hijos y su segunda esposa ratificó a la sede episcopal palentina, que se lo retorna de por vida, la donación de un hospital en el barrio de San Zoilo de Carrión con todos sus bienes y derechos. Los hijos del primer matrimonio fueron:
- Rodrigo González Girón,[3] nacido antes de 1194 y fallecido en 1256.
- Gonzalo González Girón[13] (m. 1258) canciller mayor del rey Fernando III de Castilla, a quien acompañó en la conquista de Sevilla.[b]
- Teresa González Girón, quien suscribe el documento de 1222 con el consentimiento de su marido, Rodrigo González.[c]
- María González Girón, también suscribe el citado documento con el otorgamiento de su primer marido, Guillén Pérez de Guzmán,[13] hijo de Pedro Rodríguez de Guzmán y de Mahalda. María volvió a casar con Gil Vázquez de Soverosa,[15] teniendo sucesión de ambos matrimonios. De su primer matrimonio con Guillén Pérez de Guzmán tuvo a Mayor Guillén de Guzmán, amante del rey Alfonso X.
- Aldonza González Girón casada antes de 1222 con Ramiro Fróilaz,[13] hijo del conde Froila Ramírez y la condesa Sancha Fernández.
- Elvira González Girón (m. después de 1255), quien suscribe el documento con la autorización de la abadesa del Monasterio de Santa María la Real de Las Huelgas.[13][d]
- Sancha González Girón (m. después de 1269), también monja, quien suscribe con el permiso de la abadesa de San Andrés de Arroyo[13][e]
- Brígida González Girón, monja en el Monasterio de Santa María de la Consolación de Perales,[13] quien firma con el consentimiento de la abadesa.

Gonzalo se casó por segunda vez alrededor de mayo de 1213 con Marquesa Pérez quien pudo haber sido de la casa de los Villalobos o de los Manzanedo, aunque su filiación no ha sido confirmada. Juntos suscribieron un documento de 1222 mencionando a los hijos de este matrimonio, todos menores de edad en esa fecha. En 1224, con su esposa Marquesa, donaron al Hospital de La Herrada que había fundado la iglesia de Santa María de Baquerín. Los hijos de este segundo matrimonio, que no tuvieron tanta relevancia histórica como los del primero, fueron:
- Pedro González Girón
- Muño González Girón
- Nuño González Girón
- María González Girón (m. después de 1266), también conocida como María Girón (igual que su hermana, hija del primer matrimonio de su padre), contrajo matrimonio con Ponce I de Urgel. Dejó a los dos hijos tenidos de este segundo matrimonio, Ermengol y Álvaro, un importante patrimonio en los reinos de Castilla y de León.[21][h]
- Leonor González Girón, esposa, según Luis de Salazar y Castro, de Gonzalo Gómez de Roa, ricohombre y señor de Aza y de Roa, con quien tuvo tres hijos; uno de ellos, Juan González de Roa, ostentó el maestrazgo de la Orden de Calatrava.
- Inés González Girón.
- Mayor González Girón, posiblemente la mujer de Lope López de Haro «el Chico», hijo de Lope Díaz II de Haro y de la infanta Urraca Alfonso de León.[i][j]

| Predecesor: Pedro García de Lerma    | Mayordomo mayor del rey 1198 – 1216 | Sucesor: Martín Muñoz de Hinojosa       |
| Predecesor: Martín Muñoz de Hinojosa | Mayordomo mayor del rey 1217 - 1231 | Sucesor: García Fernández de Villamayor |